# پلاتو (ماگدالنا)

پلاتو (ماگدالنا) (به اسپانیایی: Plato, Magdalena) یک شهرک در کلمبیا است که در شهرستان ماگدالنا واقع شده‌است.

## خصوصیات
پلاتو ۱٬۵۰۰٫۰۴ کیلومترمربع مساحت و ۴۸٬۸۹۸ نفر جمعیت دارد و ۲۰ متر بالاتر از سطح دریا واقع شده‌است.